# Nani Mansa Mamadou
Mansa Mahmud III (aussi connu comme Mansa Mamadou III ou Nani Mansa Mamadou) fut le dernier grand empereur de l'Empire du Mali selon le Tarikh al-Sudan. 

## Biographie
La période avant son règne est peu connue.
En 1599, il chercha à profiter de la période de désordre causée dans la boucle du Niger par l'expédition marocaine contre le Songhaï en 1591 pour s'emparer de Djenné, capitale économique de la région à l'époque. Cette tentative sera un échec qui signe la fin du pouvoir des mansa.